# Капкан для наёмников
«Капкан для наёмников» (рум. Capcana mercenarilor) — фильм румынского режиссёра Серджиу Николаеску, снятый в 1980 году в жанре приключенческой военной драмы на основе реальных событий, произошедших в 1918 году в Трансильвании.

## Сюжет
Ноябрь 1918 года. Отставной капитан Лука по заданию землевладельца из Трансильвании, барона, полковника фон Герца формирует из бывших солдат различных национальностей, разбредающихся по Европе после Первой мировой войны, отряд наёмников из 40 человек. Барон хочет отомстить жителям деревни Белиш, которые якобы сожгли его лесопилку склады с древесиной и разграбили замок. По приказу полковника в каждом из пятидесяти домов деревни убито по одному человеку: мужчине, женщине, ребёнку. После карательной акции становится известно, что в действительности поджог организовали не крестьяне, а бывшие итальянские пленные, которые до их недавнего освобождения нещадно эксплуатировались семейством барона. Тем не менее, наёмники во главе с капитаном Лукой принуждают жителей работать на валке леса от рассвета до захода солнца. Одному из выживших мужчин удаётся бежать.
Крестьянин попадает на пост румынской национальной гвардии, которым командует майор Тюдор А́ндрей. Узнав о преступлении Герца, офицер обращается к командованию с просьбой предоставить ему отряд для ликвидации бандитского отряда. Однако получает отказ, так как его непосредственный начальник состоит в родстве с семейством Герцов. Тогда майор решает действовать в одиночку. Он вербует десяток опытных стрелков и в ходе двух стычек уничтожает
практически весь отряд наёмников. Капитана Луку, служившего ранее с майором, А́ндрей вызывает на дуэль, для которой выбрано не совсем обычное оружие: два офицера забрасывают друг друга ручными гранатами. Майор побеждает, но при этом в результате серьёзной раны сам теряет ногу.
Замок окружают вооружённые крестьяне, возглавляемые стрелками Андрея. Среди осаждённых начинается раздор. Одержимый маниакальной жаждой превосходства, полковник фон Герц не желает сдаваться. Он умело использует золото и спиртное для стравливания своих наёмников. Те постепенно убивают друг друга. Последний из выживших из пулемёта расстреливает самого барона. Крестьяне с благодарностью провожают своих освободителей.

## В ролях
- Серджиу Николаеску — майор Тюдор А́ндрей
- Мирча Албулеску — капитан Лука
- Георге Козорич — барон фон Герц
- Виолета Андрей — баронесса Эстер фон Герц
- Амза Пелля — Франк, наёмник
- Коля Рэуту —Калараш Аиленей Ион, сержант
- Йон Бесою —Реш Лемени, капитан

## Награды и номинации
- 1981 год — номинация на главный приз кинофестиваля Mystfest (Каттолика, Италия).

## Дополнительные факты
- В основе фильма лежат реальные события 1918 года, при которых дворянин из Трансильвании (ещё не входившей в состав Румынии), приказал казнить 40 крестьян. При этом история имеет не сколько криминальные, сколько политические и национальные корни. Усадьба принадлежала графу — венгру по национальности, и, кроме замка, включала в себя 28 000 гектаров леса. Там за лесозаготовках бещадно эксплуатировались старики и дети, а также итальянские, русские и сербские военнопленные. После заключения перемирия 3 ноября 1918 года хозяин бежал в Будапешт. Пленные потребовали возвращения на родину, но им было отказано. Они подняли восстание, три венгерских охранника были убиты. Бывшие узники сожгли несколько складов, разрушили замок и покинули деревню. Брат владельца — депутат венгерского парламента, — обратился с призывом отправить для подавления восстания военный отряд. 8 ноября отряд прибыл в Белиш, где были показательно расстреляны 46 румынских крестьян. Через 6 дней после карательной операции в деревню прибыла совместная венгерско-румынская комиссия. Результаты расследования и их оглашение стали одной из причин решения граждан Трансильвании войти в состав Румынии[2]. Коммунистическая цензура не могла допустить даже намёка на участие в резне солдат из Венгрии — дружественной страны социалистического лагеря, поэтому наёмники в фильме одеты в форму практически всех стран Европы[1].
- В картине многократно используется музыка Эннио Морриконе из популярных вестернов Серджо Леоне, при этом композитором в титрах была заявлена Илеана Поповичи. В 2005 году на официальном сайте режиссёра и актёра Серджиу Николаеску появилась информация, что указанная в титрах персона не композитор, а аранжировщик музыки к кинофильму[1].